# Michel Maffesoli

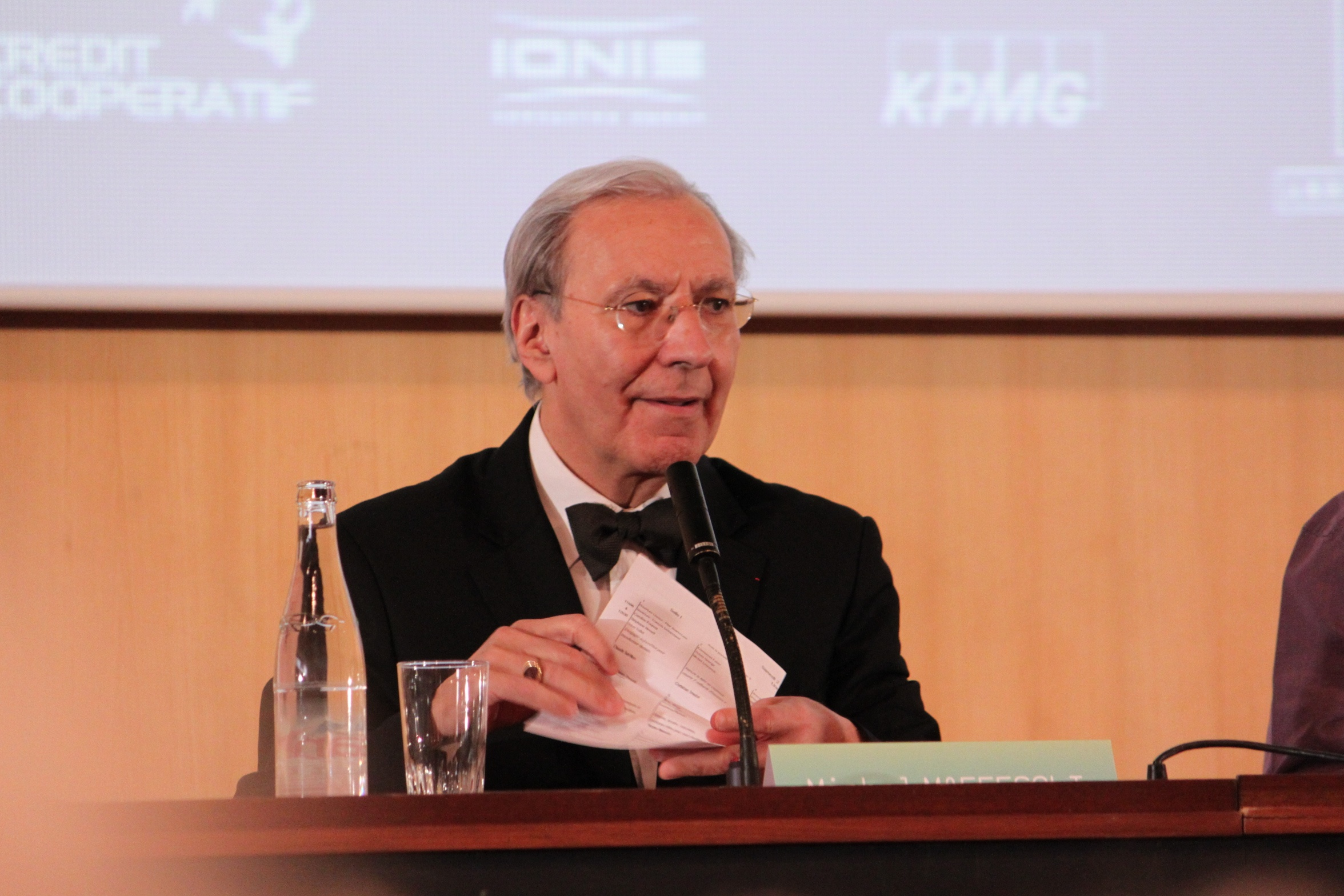
Maffesoli roku 2011

Michel Maffesoli (* 14. listopadu 1944 Graissessac) je francouzský sociolog, profesor na Univerzitě Paříž V. Je žákem Gilberta Duranda, bývá spojován s postmodernismem. Celosvětově proslul svým konceptem neotribalismu, který prvně představil roku 1988 v knize Le temps des tribus: le déclin de l'individualisme dans les sociétés postmodernes. Později rozvinul spřízněný koncept nomadismu, a to v knize Du nomadisme. Vagabondages initiatiques z roku 1997. Jeho tématem je rovněž tzv. sociologie každodennosti, v níž, v návaznosti na George Simmela, prosazuje tzv. formistický přístup. Velké kontroverze ve Francii vzbudila jeho obhajoba astrologie a Nikolase Sarkozyho.

### České překlady
- O nomádství. Iniciační toulky, Praha, Prostor 2002.